# Jadla
Jadla es una localidad de la India en el distrito de Shahid Bhagat Singh Nagar, estado de Punyab. Se encuentra a 30 kilómetros de la oficina central postal de Lassara, a 12 kilómetros de Nawanshahr, a 20 kilómetros de la sede del distrito Shaheed Bhagat Singh Nagar y a 80 kilómetros de la capital del estado, Chandigarh. El pueblo es administrado por Sarpanch un representante electo del pueblo.

## Demografía
A partir de 2011, Jadla tiene un número total de 895 casas y una población de 4442 de los cuales 2309 incluyen son hombres, mientras que 2133 son mujeres, según el informe publicado por el censo de la India en 2011. La tasa de alfabetización de Jadla es del 80,39 %, superior a la media estatal del 75,84 %. La población de niños menores de 6 años es de 460, que es el 10,36 % de la población total de Jadla, y la proporción de niños por sexo es de aproximadamente 847 en comparación con el promedio del estado de Punjab de 846.
La mayoría de las personas son de la casta horario que constituye el 47,01 % de la población total en Jadla. La ciudad no tiene ninguna población de la tribu del horario hasta ahora.
Según el informe publicado por el censo de la India en 2011, 1447 personas se dedicaban a actividades laborales de la población total de Jadla, que incluye 1293 hombres y 154 mujeres. Según el informe de la encuesta del censo de 2011, el 81,69% de los trabajadores describen su trabajo como trabajo principal y el 18,31% de los trabajadores están involucrados en actividades marginales que proporcionan medios de vida durante menos de 6 meses.

## Educación
El pueblo tiene un punjabí medio, co-ed primaria superior con la escuela secundaria / secundaria superior fundada en 1929. La escuela proporciona comida al mediodía de acuerdo con el Plan de comidas del mediodía de la India y también proporciona educación gratuita a los niños entre las edades de 6 y 14 años de acuerdo con la Ley del derecho de los niños a la educación gratuita y obligatoria.
KC Engineering College y Doaba Khalsa Trust Group Of Institutions son las universidades más cercanas. Instituto de Capacitación Industrial para mujeres (ITI Nawanshahr) está a 7,5 kilómetros y lovely Professional University está a 46,5 kilómetros de distancia de la aldea.

## Sitios
Gurudwara Sahib Shiri Guru Ravidass Ji Maharaj, Gurudwara Singh Sabha, Gurudawa Shahib Shaheed Singh, Shiv Mandir y Mata Parvati Mandir, Panj Peer Darwar, son sitios religiosos. El pueblo tiene 3 bancos y 4 cajeros automáticos y puesto de policía. Puesto de policía Jadla se encuentra cerca de mini parada de autobús Palace Road Jadla. Puesto de policía Jadla está bajo la jurisdicción de la estación de policía Sadar Nawanshahr.

## Transporte
La estación de tren de Nawanshahr es la estación de tren más cercana, sin embargo, la estación de tren Garhshankar Junction está a 20 kilómetros del pueblo. El aeropuerto de Sahnewal es el aeropuerto nacional más cercano que se encuentra a 59 kilómetros de distancia en Ludhiana y el aeropuerto internacional más cercano se encuentra en Chandigarh también Aeropuerto Internacional Sri Guru Ram Dass Jee es el segundo aeropuerto más cercano que está a 165 kilómetros de distancia en Amritsar.